# 69-я гвардейская стрелковая дивизия
69-я гвардейская стрелковая дивизия — соединение сухопутных войск Вооружённых Сил СССР в период Великой Отечественной войны. Период боевых действий: с 18 июля 1943 года по 9 мая 1945 года.

## История
Свою историю ведёт от 6 февраля 1943 года, когда за отличия в Сталинградской битве, 120-я стрелковая дивизия (2-го формирования) была преобразована в 69-ю гвардейскую стрелковую дивизию. После окончания разгрома войск Паулюса дивизия была направлена в район Тулы. 31 августа 1943 года во время Орловско-Курской битвы, её части из района Оскола были введены в прорыв в районе Богодухова.
Успешно развивая дальнейшее наступление дивизия овладела городом Ахтырка и 30 сентября 1943 года, заняв город Градижск вышла к Днепру. За отличия, проявленные в Корсунь-Шевченковской операции, окружение противника, его дальнейшее уничтожение у города Звенигородка, приказом Верховного Главнокомандующего личному составу дивизии дважды объявлялись благодарности, а подразделению было присвоено наименование «Звенигородской».
За успешное участие в уничтожении Ясско-Кишинёвской группировки противника, Верховный Главнокомандующий своим приказом объявил благодарность, вслед последовал Указ Президиума Верховного Совета СССР о награждении дивизии орденом Красного Знамени. Продвигаясь с боями дивизия освобождала Кишинёв, Яссы, Луцк, Будапешт. 1 апреля 1945 года после освобождения Будапешта, дивизия вошла в пределы Австрии, овладев Эйзенштадтом и развивая дальнейший успех вошла в столицу Австрии, город Вену. Боевой путь 69 гвардейской Звенигородской Краснознамённой дивизии завершился в Вене в 1945 году. 7 военнослужащих гвардейцев были удостоены высочайшей награды — звания Героя Советского Союза, многие бойцы были награждены орденами и медалями.

## Состав
- 204-й гвардейский стрелковый полк
- 206-й гвардейский стрелковый полк
- 208-й гвардейский стрелковый полк
- 139-й гвардейский артиллерийский полк
- 75-й отдельный гвардейский истребительно-противотанковый дивизион
- 71-я отдельная гвардейская разведывательная рота
- 79-й отдельный гвардейский сапёрный батальон
- 97-й отдельный гвардейский батальон связи
- 579-й (73-й) отдельный медико-санитарный батальон
- 70-я отдельная гвардейская рота химической защиты
- 717-я (68-я) автотранспортная рота
- 654-я (72-я) полевая хлебопекарня
- 665-й (67-й) дивизионный ветеринарный лазарет
- 1974-я полевая почтовая станция
- 1155-я полевая касса Государственного банка СССР

## Мирное время
После Великой Отечественной войны подразделение неоднократно переформировывалось. На базе 69-й гвардейской стрелковой дивизии в 1953 году сформирована 70-я гвардейская механизированная Звенигородская Краснознамённая дивизия (с 1957 года — 45-я гвардейская танковая дивизия). 1 июля 1960 года на базе дивизии был сформирован гвардейский Краснознамённый Звенигородский ракетный полк, с постоянным местом своей дислокации в городе Сморгонь, БССР.

## Состав и командиры полков
- 204-й гвардейский стрелковый полк (до 06.02.1943 был 289 сп 120 сд (2ф))

Бондарь П. Е. (06.02.1943 — 20.05.1945)

Харламов И. А. (20.05.1945 — 08.07.1945)

Тарасов В. С. (19.07.1945 — 13.03.1946)

Садковский И. В. (с 26.03.1946)
- 206-й гвардейский стрелковый полк (до 06.02.1943 был 538 сп 120 сд (2ф))

Козлов А. И. (06.02.1943 — 09.04.1944)

Луценко П. С. (11.04.1944 — 28.08.1944)

Танасевский Д. П. (28.08.1944 — 10.02.1945)

Ермоленко И. С. (13.03.1945 — 20.05.1945), ранен

Ус Ф. Т. (20.05.1945 — 05.03.1946)
Чеканов Ф. А. (с 01.11.1943)
- 208-й гвардейский стрелковый полк (до 06.02.1943 был 543 сп 120 сд (2ф))

Шевцов А. И. (06.02.1943 — 07.04.1943)

Онищенко М. А. (16.04.1943 — 11.10.1943)

Булаенко И. С. (17.05.1943 — 01.12.1943), ранен 01.12.1943

Романов И. И. (00.10.1943 — 08.06.1943)
Петренко А. А. (00.03.1942 — 15.08.1945)

Зудилов А. В. (21.11.1943 — 10.01.1944)

Болотов В. М. (21.12.1943 — 09.04.1944)

Семёнов Б. В. (11.04.1944 — 11.05.1944)

Карапетян В. М. (11.05.1944 — 02.07.1945)

Николаев К. Д. (с 02.07.1945)

Беркало П. В. (с 00.09.1942)
- 139-й гвардейский артиллерийский полк

Межняков М. В. — командир огневого взвода 5 батареи
Воскресенский О. П. — командир огневого взвода 139 гв. арт. полка 69 гв. стрел. дивизии (01.1944 — 05.1945)
- 75-й отдельный гвардейский истребительно-противотанковый дивизион(с 06.09.1944 — 75-й отд. гв. садн).
- 71-я отдельная гвардейская разведывательная рота
- 79-й отдельный гвардейский сапёрный батальон
- 97-й отдельный гвардейский батальон связи
- 579-й(73) медико-санитарный батальон
- 70-я отдельная гвардейская рота химической защиты
- 717-я (68) автотранспортная рота
- 654-я (72) полевая хлебопекарня
- 665-й (67) дивизионный ветеринарный лазарет
- 1974-я полевая почтовая станция
- 1155-я полевая касса Государственного банка

## Командование дивизии

### Командиры
- Джахуа, Кирилл Кочоевич (06.02.1943 — 09.05.1945), полковник, генерал-майор

### Заместители командира дивизии
- Воскресенский, Павел Иванович (июнь 1944 — февраль 1945), полковник

### Начальники штаба
- полковник Хильчевский, Иван Федотович — (06.02.1943 — 07.01.1944)
- полковник Лавренко И. Ф. — (08.01.1944 — 03.01.1945)
- полковник Нижегородцев Г. С. — (03.01.1945 — до конца войны)

## Награды дивизии
- ???? — Почетное наименование «Звенигородская» — присвоено приказом Верховного Главнокомандующего за отличие в боях при освобождении Звенигорода .
- 15 сентября 1944 года —  Орден Красного Знамени — награждена указом Президиума Верховного Совета СССР от 15 сентября 1944 года за образцовое выполнение заданий командования в боях с немецкими захватчиками, за овладение городом Яссы и проявленные при этом доблесть и мужество.[6]

Награды частей дивизии:
- 204-й гвардейский стрелковый орденов Суворова[7] и Александра Невского[8] полк
- 206-й гвардейский стрелковый Венский Краснознамённый[8] полк
- 208-й гвардейский стрелковый Будапештский орденов Кутузова[8] и Александра Невского[7] полк
- 139-й гвардейский артиллерийский орденов Суворова[9] и Кутузова[8] полк

## Вышестоящие воинские части
| Дата            | Фронт (округ)                                   | Армия                 | Корпус                             |
| --------------- | ----------------------------------------------- | --------------------- | ---------------------------------- |
| 01.03.1943 года | Резерв Ставки ВГК (Сталинградская группа войск) |                       |                                    |
| 01.04.1943 года | Резерв Ставки ВГК                               | 24-я армия            |                                    |
| 01.05.1943 года | Степной военный округ                           | 24-я армия            | 21-й гвардейский стрелковый корпус |
| 01.06.1943 года | Степной военный округ                           | 4-я гвардейская армия | 21-й гвардейский стрелковый корпус |
| 01.08.1943 года | Резерв Ставки ВГК                               | 4-я гвардейская армия | 21-й гвардейский стрелковый корпус |
| 01.09.1943 года | Воронежский фронт                               | 4-я гвардейская армия | 21-й гвардейский стрелковый корпус |
| 01.11.1943 года | 2-й Украинский фронт                            | 4-я гвардейская армия | 21-й гвардейский стрелковый корпус |
| 01.09.1944 года | 2-й Украинский фронт                            | 52-я армия            | 21-й гвардейский стрелковый корпус |
| 01.10.1944 года | Резерв Ставки ВГК                               | 4-я гвардейская армия | 21-й гвардейский стрелковый корпус |
| 01.12.1944 года | 3-й Украинский фронт                            | 4-я гвардейская армия | 21-й гвардейский стрелковый корпус |

## Герои дивизии
- Анисичкин, Фёдор Иванович, командир огневого взвода 139-го гв. артиллерийского полка, гвардии лейтенант.
- Багиров, Мусеиб Багирович, командир стрелкового взвода 206-го гв. стрелкового полка, гвардии лейтенант.
- Буклов, Фёдор Григорьевич, командир батареи 139-го гв. артиллерийского полка, гвардии лейтенант.
- Жуков, Василий Алексеевич, командир батальона 204-го гв. стрелкового полка, гвардии капитан.
- Корочкин, Пётр Георгиевич, командир дивизиона 139-го гв. артиллерийского полка, гвардии капитан.
- Постевой, Сергей Игнатьевич, командир миномётного взвода 204-го гв. стрелкового полка, гвардии лейтенант.
- Цыганов, Михаил Степанович, стрелок 208-го гв. стрелкового полка, гвардии рядовой.
- Шишкин, Михаил Владимирович, командир миномётного взвода 206-го гв. стрелкового полка, гвардии лейтенант.

 Кавалеры ордена Славы трёх степеней:
- Григорьян, Григорий Аванесович, гвардии старший сержант, командир отделения миномётной роты 204 гвардейского стрелкового полка.
- Данилов, Михаил Яковлевич, гвардии рядовой, разведчик взвода конной разведки 208 гвардейского стрелкового полка.
- Назаркин, Сергей Николаевич, гвардии старший сержант, командир отделения взвода конной разведки 208 гвардейского стрелкового полка.
- Петров, Владимир Андреевич, гвардии сержант, командир расчёта 76-мм пушки 206 гвардейского стрелкового полка.
- Радыгин, Игорь Сергеевич, гвардии младший сержант, наводчик самоходной артиллерийской установки 75-го отдельного гвардейского самоходного артиллерийского полка
- Тафинцев, Василий Степанович, гвардии старший сержант, командир отделения разведки 75 отдельного гвардейского истребительно-противотанкового дивизиона .

## Увековечение памяти
В средней общеобразовательной школе № 62 города Казани действует Музей 69-й Гвардейской Краснознамённой Звенигородской стрелковой дивизии.